# Itziar Lazkano Setién
Itziar Lazkano Setién (Portugalete, Biscaia; 30 d'octubre de 1957) és una actriu i directora basca. Adobada especialment en el teatre, Lazkano ha realitzat desenes d'espectacles teatrals; entre els quals destaquen, en gran manera, els guardons rebuts com a millor actriu en els premis Rosa Agirre, premis Ercilla i Jokularia, unió d'actors. També ha participat en nombrosos llargmetratges i sèries de televisió.

## Biografia
En 1979 va ingressar a l'Escola de Teatre del grup Cómicos de la Legua. El 1980 va passar a formar part del grup de teatre Karraka fundat per Ramón Barea, on a més d'exercir labors d'actriu, va treballar per a introduir el teatre a les escoles. La seva primera incursió al cinema va ser en la pel·lícula del director bilbaí Ernesto del Río El amor de ahora el 1986. El 1995 va impartir classes de veu i interpretació en el Centre d'Estudis Musicals i Arts Escèniques i a l'Escola Oficial de Teatre, Antzerki Eskola de Basauri. Com a actriu compagina els seus treballs en teatre, cinema i televisió.

## Filmografia
- 20.000 espècies d'abelles (2023), com Lita
- Estoy vivo (2021)
- La víctima número 8 (2018), com Concha
- Alaba zintzoa (2013)
- Estrellas que alcanzar (2012), com Sor María Aranzazu
- La duquesa (2012), com hostelera
- BuenAgente (2011), com Casilda
- La felicidad perfecta (2009)
- Todos estamos invitados (2008)
- Algo habrán hecho (2008)
- Locos por el sexo (2006), com Teófila
- Aída (2005), com Consuelo
- Aupa Etxebeste! (2005)
- Un paso adelante (2004)
- El coche de pedales (2004), com la tía Dora
- Ausencias (2004)
- Visionarios (2001), com Mari
- Marujas asesinas (2001), com Nati
- La voz de su amo (2001), com cuidadora de residència
- Sabotage! (2000)
- Hyde & Jekill (2000)
- Pecata minuta (1999), com vicepriora
- El magnolio (1997)
- Mala vida (1997)
- Muerto de amor (1997)
- Calor... y celos (1996)
- Sálvate si puedes (1995)
- Adiós Toby, adiós (1995)
- Zapatos nuevos (1993)
- Urte Ilunak (1992)
- El amor de ahora (1987)

## Teatre
- Ocaña (2019). María Goricelaya
- Obabakoak (2018). Teatro Valle-Inclán. Calixto Bieito
- El florido pensil (2016). Tanttaka. Mireia Gabilondo i Fernando Bernues
- Sueño de una noche de verano (2016). Teatro Arriaga. Pablo Viar
- Brujas, ninfas y reinas (2015). Teatro Arriaga. Felipe Loza
- Hoy última función (2015). Pabellón 6. Ramón Barea y Felipe Loza
- Orquesta de señoritas (2014). Pabellón 6. Ramón Barea
- Lorquianas (2013).[3] Teatro Arriaga. Felipe Loza
- Esencia patria (2012). Pabellón 6. Ramón Barea
- Bilbao Bilbao (2012). Teatro Arriaga. Ramón Barea
- Por los pelos (2004). Pere Planella
- Cabaret latino (2003). Txalo. Felipe Loza
- Pakita (2003). Txalo. Ernesto Caballero
- Los sobrinos del capitán Grant (2002). Teatro Arriaga. Maribel Belástegi
- Dulce puta (2002). Txalo. Adolfo Fernández
- El hombre que confundio a su mujer con un sombrero (2000). Txalo. Ramón Barea
- Palabrismos (1995). Ramón Barea
- Banquetes de amor y risa (1995). Teatro Arriaga. Luís Iturri
- D'Artagnan (1991). Orain. Maribel Belástegi
- La espada de pendragon (1991). Lander Iglesias
- Feliz acontecimiento (1990). Gloria Rognoni
- Alias Moliere (1988). Ramón Barea
- La palanca gran cabaret (1986). Ramón Barea
- Euskadifrenia (1985). Ramón Barea
- Oficio de tinieblas (1984). Ramón Barea
- Bilbao Bilbao (1984). Ramón Barea
- De la infanticida María Farrar (1983). Ramón Barea
- Ubu emperatriz (1982). Ramón Barea
- La historia de un soldado (1981). Ramón Barea

## Direcció de teatre
- La casa de Bernarda Alba. Federico García Lorca
- El nudo. Patxo Telleria
- Trastornos literarios. Flavia Company
- Ejercicios con estilo. Raymond Quenau

## Premis i reconeixements
Premis Goya
| Año  | Categoría                | Película                  | Resultado |
| ---- | ------------------------ | ------------------------- | --------- |
| 2024 | millor actriu secundària | 20.000 espècies d'abelles | Pendent   |

- Premi Serantes (2018), al Festival de Santurtzi.[4]
- Premi millor direcció (2014), a Valdemorillo, per Trastornos literarios.[5]
- Premi millor direcció (2003), a Valladolid, per Ejercicios con estilo.[6]
- Premi Jokularia (2001) a la millor actriu basca.
- Premi Rosa Aguirre 1995 a la millor actriu, per Palabrarismos.
- Premi Ercilla 1988 a la milljor actriu revelació, per Dulce puta.